# اندیس کوروئید پایین
کوروئید پایین یک اندیس فلزی است که در حوالی شهر باغین استان کرمان قرار دارد و مادهٔ معدنی موجود در آن، مس است.سنگ میزبان این اندیس ولکانوسدیمنت است  